# Ameugny
Ameugny är en kommun i departementet Saône-et-Loire i regionen Bourgogne-Franche-Comté i östra Frankrike. Kommunen ligger i kantonen Saint-Gengoux-le-National som tillhör arrondissementet Mâcon. År 2022 hade Ameugny 168 invånare. Ameugny ligger strax norr om byn Taizé som har en kommunitet.
Kyrkan i Ameugny uppfördes på 1000-talet. År 1913 fick den status som historiskt monument. 

## Befolkningsutveckling
Antalet invånare i kommunen Ameugny
| Referens: INSEE |